# Puente Coraza
Puente Coraza är en ort i Mexiko.   Den ligger i kommunen Madero och delstaten Michoacán de Ocampo, i den södra delen av landet, 230 km väster om huvudstaden Mexico City. Puente Coraza ligger 2 369 meter över havet och antalet invånare är 134.
Terrängen runt Puente Coraza är huvudsakligen kuperad, men söderut är den bergig. Runt Puente Coraza är det glesbefolkat, med 16 invånare per kvadratkilometer. Närmaste större samhälle är Villa Madero, 6,5 km öster om Puente Coraza. I omgivningarna runt Puente Coraza växer huvudsakligen savannskog.